# 石井希尚
石井 希尚（いしい まれひさ、1965年 - ）は日本の作家、結婚カウンセラー、牧師、フリースクール校長、実業家、ミュージシャン。通称：Marre

## 来歴
東京都世田谷区出身。小学1年より明星学園小学校、明星学園中学校・高等学校に在学していたが、高校2年時に画一的教育体制に疑問を持ちで自主退学。
仲間数人と共に日本で初めてのフリースクール「寺子屋学園」を設立。全米フリースクール連合議長パット・モンゴメリーや、立松和平、保坂展人との対談など、教育界において活発な活動を展開する。
教育問題と並行して音楽活動にも力を注ぎ、新人歌手のバックなどのキャリアを積み、1991年、ポリドール系のレーベルよりデビュー。
1993年、ゴスペルミュージカルに魅了され渡米し、カルバリー・チャペルで一般カウンセリング、プリマリタル・カウンセリング、聖書学を学び、インターンを経て、1994年3月、カルフォルニア州認定の牧師の任命を受ける。
1995年、当時ロサンゼルスを活動拠点にし交際していた、現在の妻であるR&BシンガーであるKumiko（久美子）と結婚、阪神・淡路大震災発生を機に帰国。教会の音楽主事や、テレビ番組の音楽などを手掛ける。独自の活動を展開しながら、被災者支援コンサート『ゴスペルフェスタ』を企画制作。これを機にコミティッド・ジャパンを設立。
1997年12月、調布市つつじヶ丘にてカフェ「KICK BACK CAFE」を設立。カフェ内で高卒認定資格取得出来る、フリースクール「コミティッド・アカデミー」を設立。経営しながら、コミティッド・ジャパンの牧師を務める。
2000年、処女作である「この人と結婚していいの?」が19万部を超えるベストセラーになる。プリマリタルカウンセリング協会理事。
2005年5月、ゴスペル界のドンである、アンドレ・クラウチと出会い、大和魂プロジェクトがスタート。
2011年11月28日、Marre 20th Anniversary Live
ソロとして20周年を記念してライブを開催した。
2012年10月、「HEVENESE」のリーダー&ツインリードボーカルとして、シーラ・Eが⽴ち上げたStilettoflats Musicより世界デビューした。

## 著書
- 「この人と結婚していいの？」2000
- 「満ちたりた結婚生活をおくるために、挙式前に確めておきたい9つの問題」2001
- 「この人と結婚していいの？（文庫版）」2002
- 「誰とも同じではないあなた」2002
- 「聖書がわかれば世界が読める」2002
- 「彼とはもうダメ！とあきらめる前に」2003
- 「愚かな女は騒がしい。賢い男は珍しい。」2003
- 「ホントに、この人と結婚していいの？」2004
- 「 本当に好きな人と世界でいちばん幸せになる！ 」2005
- 「"なりたい自分”になる教科書 」2005
- 「選ばれて幸せになる7つの法則」2005
- 「大好きな彼にいつでもいっぱい愛される！会話ルール」2006
- 「この人と結婚していいの？（韓国版）」2007
- 「大好きな彼にいつでもいっぱい愛される！会話ルール（韓国版）」2007
- 「大好きな彼にいつでもいっぱい愛される！会話ルール（台湾版）」2007
- 「運命の人と出会う日までにしておく大切なこと」2007
- 「あなたが輝く奇跡の法則」2008
- 「明けない夜はない」2009
- 「本当に好きな人と世界でいちばん幸せになる！（文庫版）」2009
- 「大好きな彼と別れて世界で一番悲しいときに読む本」2010
- （編訳）「超訳聖書 生きる知恵 エッセンシャル版」2016

## ディスコグラフィー
MARRE
- アルバム「Marré」（1987）
- アルバム「Marré」（1991）
- シングル「サマリアの女／フランシス」（1991）
- アルバム「Love After All」（1996）※９１年作別レーベルより再発
- アルバム「EDGE OF TIME」（2000）
- シングル「僕は結婚カウンセラー」（2011）

天国民
- アルバム「Alive One たどり着けるまで」（1999）
- アルバム「Alive 2 Immanuel 2000」（2000）
- アルバム「Alive 3 Gospel Fest」（2002）
- アルバム「Alive 4 天国民」（2003）

## 主な曲
- 「サマリヤの女」
- 「Pool of Siloam」